# 食品地理学
食品地理学是人文地理学的一个分支，其中涉及到生产、消费和食物链的供给。

## 历史
食品的生产和消费行为在空间上的变化，可考至数千年前。事实上，柏拉图在提及雅典周围山麓的水土流失的情况时，就对这类破坏性农业发表了意见。现在食品研究不再限于单一学科，它也受到不同来源的广泛关注。
现代地理学家最初把食物看作一种经济活动,尤其在农业地理方面。直到最近,地理学家才开始将注意力转移到更广泛意义上的食物:“在某种程度上，大概源于二十世纪80年代为了加强政治经济而出现的一种农业食品地理,旨在检验沿着食物链或在食品供给源头系统之内的问题”(2004年冬)。

## 交叉研究领域
因为食物是连接自然和社会的桥梁,从而所以得到了自然科学和社会科学两方面的关注。一些最早期粮食生产的数据性资料来源于古埃及和罗马帝国的官僚资本阶级。而贸易人员也影响了食物记录的数据。早期印度人就已经综合考虑布置食品交易点和加工点。
托马斯·马尔萨斯 曾在预言爱尔兰马铃薯饥荒时做出有名的阐述，当人口呈几何级的增长而导致了“人口炸弹”或者马尔萨斯灾难，粮食的产量只能扩大(扩展的农田与之成比例)。（爱尔兰在马铃薯欠收时尽管有足够的非马铃薯作物，但在英国控制下，仍将食物进行出口。）
自工业革命以来,食品的研究越来越严谨,通常有一个明确的空间维度。食品在经济学、农业实验、政治经济和旅行文学上都扮演着重大角色。直至20世纪，食品才开始明确地从地理学的角度开展研究。

## 食品生产
粮食生产是第一个从地理学家那里获得广泛的关注的要素。

## 食品消费
在人口大幅增加和饥荒被广受瞩目的60年代，建立在全球范围和区域范围内巨大变化的饮食和消费习惯的成为了地理学家和经济学家的焦点。从1960年代以前，许多国家推动了人们对摄入食物的成分产生的热量进行分析和标记标注。
在过去，发达国家比欠发达国家要消耗更多的食物。然而,在最近,欠发达国家的食品消耗也已增加。此外,也曾有报告指出,发达国家自从1960年代的食品消费水平就比小康线还要高很多，然而很多欠发达国家直到21世纪的前十年才摆脱了低于小康的情形。
有许多因素促成了这种差异。这些因素分为两个主要因素：食物的供给能力和食物的发放能力。
由于发达国家农民能够采用合适的农业体系，加之机械的使用和现代灌溉技术来生产更多的粮食,所以发达国家农民能够生产足够的粮食。相反的,欠发达国家缺乏这样高水平的粮食生产方式，从而导致了欠发达国家食品的不足。
但是,全球一体化使得国际贸易中交易食品变得可行，而且，欠发达国家能够从国际援助的多渠道去购买食品，因此，他们能从（全球一体化）中获益
此外,农业技术的进步也增加了欠发达国家的粮食产量。

## 能量网路
食物的能量网路是一门新兴的食品研究。这是由Richard Le Heron 和他所著书“全球农业：政治选择”(Pergamon,1993)而推动的。自那时起,一个巨大的、迅速增长的地理文献出现人文地理学术期刊上。